# Ryoko Takara
Ryoko Takara (高良 亮子, Takara Ryōko, Naha, 9 april 1990) is een Japans voormalig voetbalster.

## Carrière

### Clubcarrière
Takara begon haar carrière in 2009 bij INAC Kobe Leonessa. Met deze club werd zij in 2011 en 2012 kampioen van Japan. Ze tekende in 2013 bij Vegalta Sendai. In vier jaar speelde zij er 71 competitiewedstrijden. Ze tekende in 2017 bij LSK Kvinner. Met deze club werd zij in 2017 kampioen van Noorwegen. In 2017 beëindigde zij haar carrière als voetbalster.

### Interlandcarrière
Takara maakte op 22 september 2013 haar debuut in het Japans vrouwenvoetbalelftal tijdens een vriendschappelijke wedstrijd tegen Nigeria. Ze heeft drie interlands voor het Japanse elftal gespeeld.

## Statistieken
| Japans vrouwenvoetbalelftal | Japans vrouwenvoetbalelftal | Japans vrouwenvoetbalelftal |
| Jaar                        | Wed.                        | Dlp.                        |
| --------------------------- | --------------------------- | --------------------------- |
| 2013                        | 1                           | 0                           |
| 2014                        | 0                           | 0                           |
| 2015                        | 2                           | 0                           |
| Totaal                      | 3                           | 0                           |